# Traulia flavoannulata
Traulia flavoannulata är en insektsart som först beskrevs av Carl Stål 1861.  Traulia flavoannulata ingår i släktet Traulia och familjen gräshoppor. Inga underarter finns listade i Catalogue of Life.